# Hiekkasaari (ö i Södra Savolax, S:t Michel, lat 61,75, long 27,05)
Hiekkasaari är en ö i Finland. Den ligger i sjön Ylänne och i kommunen Sankt Michel i den ekonomiska regionen  S:t Michel och landskapet Södra Savolax, i den södra delen av landet, 210 km nordost om huvudstaden Helsingfors. Öns area är 5,9 hektar och dess största längd är 0,5 kilometer i öst-västlig riktning.